# Jochen Reimer
Jochen Reimer (* 6. September 1985 in Mindelheim) ist ein ehemaliger deutscher Eishockeytorwart, der über viele Jahre in der Deutschen Eishockey Liga aktiv war und unter anderem für den ERC Ingolstadt, die Thomas Sabo Ice Tigers, die Düsseldorfer EG und den EHC Red Bull München spielte. Sein älterer Bruder Patrick war ebenfalls professioneller Eishockeyspieler.

## Karriere
Reimer begann seine Karriere in der Juniorenbundesliga beim ESV Kaufbeuren, wo er in den Jahren zwischen 2001 und 2003 spielte. In der Saison 2003/04 stand Reimer dann beim Oberligisten EA Kempten im Tor und in der Saison 2004/05 stand Reimer bei den Hamburg Freezers in der Deutschen Eishockey Liga (DEL) als Backup unter Vertrag und hatte einige Einsätze für den ESV Kaufbeuren in der 2. Bundesliga, wohin er zu Beginn der Saison 2005/06 zurückkehrte.
Nach einer durchaus erfolgreichen Saison in der 2. Bundesliga unterschrieb Reimer bei den DEG Metro Stars in der DEL einen Vertrag für die Saison 2006/07 und wurde auch ab und zu per Förderlizenz bei den Moskitos Essen in der 2. Bundesliga eingesetzt. Auch in der Folgesaison wurde dies so gehandhabt, dennoch kam Reimer in dieser Spielzeit zu seinen ersten DEL-Einsätzen am Stück, da Stammtorwart Jamie Storr in dieser Saison verletzungsbedingt längerfristig ausfiel. Insbesondere während seiner ersten Storr-Vertretung überzeugte Reimer nicht. Die DEG fiel in der Tabelle kontinuierlich nach unten. Während seiner zweiten Storr-Vertretung wirkte der damals noch DEL-unerfahrene Reimer sichtlich stabiler.

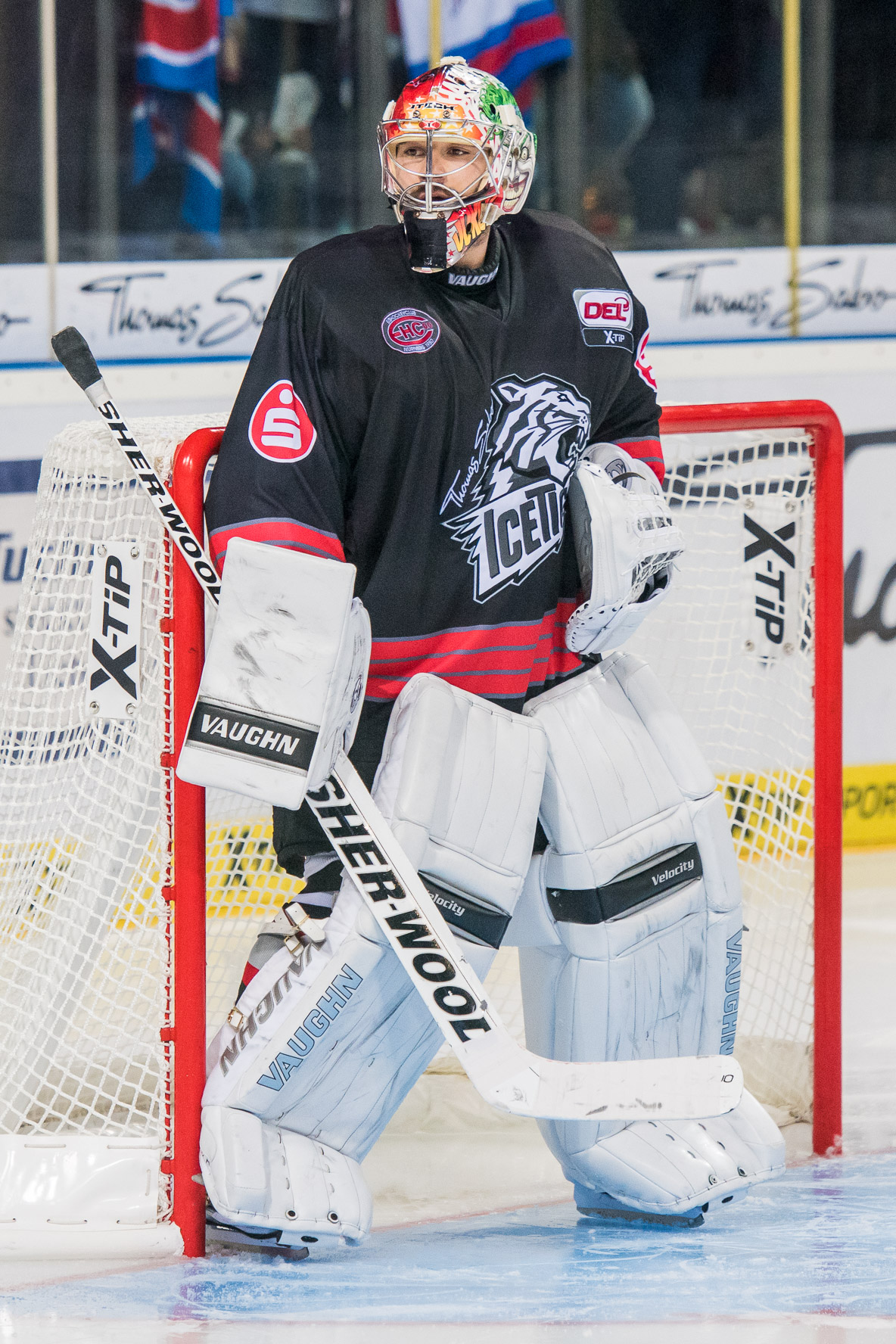
Jochen Reimer im Trikot der Nürnberg Ice Tigers (2014)

Nachdem die Moskitos Essen Insolvenz anmelden mussten, fand die DEG im Zweitligisten EHC München einen neuen Kooperationspartner für die Saison 2008/09, wo Reimer zusammen mit Jochen Vollmer und Peter Holmgren das Torhütertrio bildete. Im Dezember 2008 sprang Reimer erneut für den am Knie verletzten Storr ein und überzeugte mit konstant starken Leistungen, was auch seine Torhüterwerte protokollieren: Seine Fangquote steigerte er von 88,8 % auf 93,6 %, aber auch sein Gegentorschnitt verbesserte sich signifikant. So kassierte er im Schnitt nicht mehr 3,58 Gegentore pro Spiel, sondern nur noch 2,01. In dieser Spielzeit rangierte er auf Rang acht der besten DEL-Keeper, die jährlich von einem Expertengremium der Fachzeitschrift Eishockey News bestimmt werden. Nach seinem DEL-Durchbruch erhielt Reimer einen Vertrag bei den Grizzly Adams Wolfsburg, für die er ab 2009 aufs Eis ging und mit Daniar Dshunussow ein Torhüterduo bildete. Bereits in seiner ersten Spielzeit bei den Grizzlys wusste er zu überzeugen und konnte sich von Rang acht auf Rang fünf der besten Torhüter verbessern und erreichte mit seiner Mannschaft – nach Platz drei der Hauptrunde – das DEL-Halbfinale.
Nach der Hauptrunde 2010/11 wurde der inzwischen 25-jährige Torhüter zum besten Keeper der DEL ausgezeichnet und bestätigte seine seit 2007 stetig ansteigende Formkurve. Reimer kassierte in 29 Hauptrundenspielen im Schnitt lediglich 1,95 Tore pro Spiel und erreichte somit den geringsten Gegentorschnitt der Liga.
Seit der Saison 2011/12 stand Reimer im Tor des EHC Red Bull München und wurde zum zweiten Mal in Folge als Bester Torhüter der DEL ausgezeichnet, nachdem er erneut den geringsten Gegentorschnitt und zudem auch die beste Fangquote der Liga erreicht hatte. Am 8. April 2014 gaben die Nürnberg Ice Tigers die Verpflichtung Jochen Reimers, jüngerer Bruder des bereits seit 2012 unter Vertrag stehenden Außenstürmers Patrick Reimer, bekannt. Er wurde mit einem Dreijahresvertrag bis 2017 ausgestattet. Im Mai 2017 verließ Reimer die Ice Tigers und wechselte innerhalb der DEL zum ERC Ingolstadt. Für die Ingolstädter absolvierte er 87 Partien, ehe er im November 2020 seine Karriere im Alter von 35 Jahren beendete. In der DEL erreichte er insgesamt 29 Shutouts.

### International
Bei der Weltmeisterschaft 2011 gehörte Reimer, der im Juniorenbereich nie für internationale Wettkämpfe berücksichtigt wurde, erstmals zum Kader der deutschen Nationalmannschaft, kam aber zu keinem Einsatz. Im Anschluss wurde er bis 2014 immer mal wieder in Freundschaftsspielen eingesetzt. Für Großereignisse wie Weltmeisterschaften oder Olympische Winterspiele wurde er jedoch nicht mehr nominiert.

## Erfolge und Auszeichnungen
- 2011 Bester DEL Torhüter und geringster Gegentorschnitt der DEL
- 2012 Bester DEL Torhüter, beste Fangquote und geringster Gegentorschnitt der DEL